# Fairmont Royal York
Il Fairmont Royal York, precedentemente e comunemente conosciuto come Royal York, è uno storico albergo situato a Toronto, Ontario, in Canada.

## Descrizione
Situato lungo Front Street West, l'hotel si trova all'estremità meridionale del distretto finanziario, nel centro di Toronto. Il Royal York è stato progettato da Ross e Macdonald, in associazione con Sproatt e Rolph, e costruita dalla Canadian Pacific Railway. L'hotel è attualmente gestito dalla Fairmont Hotels and Resorts.
Inaugurato l'11 giugno 1929, l'edificio in stile Châteauesque è alto 124 metri e comprende 28 piani. Dopo il suo completamento, l'edificio fu per breve tempo l'edificio più alto di Toronto, nonché l'edificio più alto del paese e dell'Impero britannico, fino a quando fu costruita la vicina Torre della Banca di Commercio canadese l'anno successivo. L'edificio ha subito numerosi lavori di ristrutturazione da quando è stato aperto, con la sua prima grande ristrutturazione avvenuta nel 1972. Una galleria sotterranea collega l'hotel con la Royal Bank Plaza e la Union Station.